# 三重県道637号辺法寺加佐登停車場線
三重県道637号辺法寺加佐登停車場線（みえけんどう637ごう へんぼうじかさどていしゃじょうせん）は、三重県亀山市から鈴鹿市に至る一般県道である。

## 概要
亀山市辺法寺町から鈴鹿市加佐登1丁目に至る。

### 路線データ
- 起点：亀山市辺法寺町（野登橋北交差点、三重県道302号亀山停車場石水渓線交点）
- 終点：鈴鹿市加佐登1丁目（JR東海関西本線 加佐登駅前）
- 総延長：6,910 m

## 歴史
- 1959年（昭和34年）1月25日 - 路線認定[1]。

## 路線状況

### 道路施設

#### 橋梁
- 切通川（北山川、亀山市）
- 八島橋（八島川、亀山市）
- 白鳥橋（御幣川、亀山市）
- 広瀬橋（芥川、鈴鹿市）

### 交通量
平日12時間交通量
| 地点         | 交通量   |
| ------------ | -------- |
| 亀山市川崎町 | 05,279台 |
| 鈴鹿市津賀町 | 15,185台 |

## 地理

### 通過する自治体
- 三重県
  - 亀山市 - 鈴鹿市

### 交差する道路
| 交差する道路                    | 市町村名 | 交差する場所 | 交差する場所          |
| ------------------------------- | -------- | ------------ | --------------------- |
| 三重県道302号亀山停車場石水渓線 | 亀山市   | 辺法寺町     | 野登橋北交差点 / 起点 |
| 国道306号 / 巡見街道            | 亀山市   | 川崎町       | 八島橋東詰交差点      |
| 三重県道639号名越長明寺線       | 亀山市   | 田村町       | 名越交差点            |
| 三重県道27号神戸長沢線          | 鈴鹿市   | 津賀町       | 津賀町西交差点        |
| 三重県道638号西庄内高塚線       | 鈴鹿市   | 高塚町       | 加佐登西交差点        |

### 沿線
- 安楽川
- 日通商事ロジスティック・サポート事業部亀山サブセンター
- JA鈴鹿川崎支店
  - 能褒野（のぼの）店
- 御幣川（おんべがわ）
- 亀山市立川崎小学校
- のぼのの森
  - 能褒野神社
- 古河電気工業三重事業所
- NTNアドバンストマテリアルズ三重工場
- 株式会社三重総合環境センター
- 鈴鹿市役所加佐登地区市民センター
- 鈴鹿市消防本部中央消防署北分署
- 加佐登調整池
  - 鈴鹿フラワーパーク
  - 加佐登神社
  - 白鳥塚古墳
  - 荒神山観音寺
- 鈴鹿警察署 加佐登警察官駐在所
- 北伊勢上野信用金庫加佐登支店
- 鈴鹿市立加佐登小学校
- 国立病院機構鈴鹿病院
  - 三重県立杉の子特別支援学校
- 加佐登郵便局
- JR東海関西本線 加佐登駅